# Calesia dasyptera
Calesia dasyptera är en fjärilsart som beskrevs av Vincenz Kollar 1844. Calesia dasyptera ingår i släktet Calesia och familjen nattflyn. Inga underarter finns listade i Catalogue of Life.